# Élections législatives de 1958 dans l'Ariège
Les élections législatives françaises de 1958 se déroulent les 23 et 30 novembre 1958. Dans le département de l'Ariège, deux députés sont à élire.

## Élus
| Circonscription | Député élu   | Parti | Parti |
| --------------- | ------------ | ----- | ----- |
| 1re             | Jean Durroux |       | SFIO  |
| 2e              | René Dejean  |       | SFIO  |

## Système électoral
Pour la première fois depuis les législatives de 1936, les élections ont lieu non pas à la proportionnelle mais au scrutin uninominal majoritaire à deux tours, dans le cadre de 475 nouvelles circonscriptions créées en Métropole et dans les départements d'outre-mer..
Autre nouveauté, chaque candidat se présente désormais accompagné d'un suppléant, amené à le remplacer dans son mandat de député en cas de décès ou d'entrée au gouvernement.
Est élu à l'issue du scrutin le candidat qui réunit la majorité absolue des suffrages exprimés et un nombre de voix au moins égal au quart (25 %) des électeurs inscrits dans la circonscription. Si aucun des candidats ne satisfait ces conditions, un second tour est organisé entre ceux d'entre eux ayant réuni un nombre de voix au moins égal à 5 % des suffrages exprimés. Au second tour, le candidat arrivé en tête est déclaré élu, qu'il réunisse sur son nom la majorité absolue des voix ou simplement une majorité relative.
Le seuil de qualification, basé sur un pourcentage relativement faible des suffrages exprimés, tend à faciliter l'accès au second tour de plus de deux candidats. Les candidats en lice au second tour sont ainsi généralement trois (on parle de « triangulaire »), voire quatre (« quadrangulaire »).

## Campagne
Dans l'Ariège, désormais divisée en deux circonscriptions, les socialistes peuvent aborder le scrutin avec une certaine confiance. Territoire acquis à la gauche depuis plusieurs décennies, le Parti socialiste SFIO y recueille en effet systématiquement près d'un tiers des voix depuis 1945.
Les députés sortants SFIO Jean Durroux et René Dejean – qui soutiennent tous deux le gouvernement du général de Gaulle – sont également confortés par l'ampleur de la victoire du oui au référendum constitutionnel de septembre (70,91 % des suffrages exprimés) dans l'Ariège, signe du ralliement de la vaste majorité des électeurs du département à la Ve République en dépit des consignes du Parti communiste français et des recommandations du député sortant Georges Galy-Gasparrou.
Ce dernier, secrétaire-général du Parti radical, voit sa position singulièrement affaiblie par l'échec sévère du camp du non. Candidat à sa réélection dans la deuxième circonscription, il ne peut toutefois empêcher la candidature dissidente de Constant Joulé dans la première circonscription, celui-ci se présentant sans l'investiture de la fédération locale du parti.
Les communistes, menés par l'ancien député Pierre Poumadère, alignent un candidat dans chaque circonscription sans grand espoir de surmonter l'impasse que constitue pour eux le scrutin majoritaire à deux tours.
La toute jeune Union pour la nouvelle République accorde son investiture à deux candidats dans l'Ariège, département où les gaullistes n'ont cependant jamais rencontré beaucoup de succès durant la IVe République, tandis que dans la première circonscription le Mouvement républicain populaire investit Maurice Byé, déjà quatre fois candidat à la députation entre 1945 et 1951.
Les poujadistes de l'Union de défense des commerçants et artisans, en perte de vitesse depuis leur percée électorale de 1956, présentent néanmoins deux candidats sous l'étiquette « Défense des libertés ».
Dans la première circonscription, Jean Durroux, bien que favori, doit cependant compter avec la candidature du maire de Lavelanet Fernand Delmas. Ancien responsable de la fédération ariègeoise de la SFIO, celui-ci a rompu avec le parti en 1955 et se présente contre Durroux comme candidat d'« Union Socialiste et Républicaine ».

## Résultats

### Résultats à l'échelle du département
| Parti          | Parti                                            | Premier tour | Premier tour | Second tour | Second tour | Sièges |
| Parti          | Parti                                            | Voix         | %            | Voix        | %           | Sièges |
| -------------- | ------------------------------------------------ | ------------ | ------------ | ----------- | ----------- | ------ |
|                | Union pour la nouvelle République                | 9 050        | 13,35        | 7 690       | 10,74       | 0      |
|                | Droite parlementaire                             | 9 050        | 13,35        | 7 690       | 10,74       | 0      |
|                |                                                  |              |              |             |             |        |
|                | Section française de l'Internationale ouvrière   | 22 535       | 33,25        | 29 824      | 41,67       | 2      |
|                | Parti communiste français                        | 15 223       | 22,46        | 16 082      | 22,47       | 0      |
|                | Parti républicain, radical et radical-socialiste | 8 486        | 12,52        | 5 286       | 7,39        | 0      |
|                | Centre réformateur républicain                   | 6 037        | 8,91         | 12 695      | 17,74       | 0      |
|                | Divers                                           | 4 319        | 6,37         |             |             | 0      |
|                | Union et fraternité française                    | 2 120        | 3,13         | 0           |             |        |
|                |                                                  |              |              |             |             |        |
| Inscrits       | Inscrits                                         | 95 932       | 100,00       | 96 034      | 100,00      | 2      |
| Abstentions    | Abstentions                                      | 26 555       | 27,68        | 23 371      | 24,34       |        |
| Votants        | Votants                                          | 69 377       | 72,32        | 72 663      | 75,66       |        |
| Blancs et nuls | Blancs et nuls                                   | 1 607        | 2,32         | 1 086       | 1,49        |        |
| Exprimés       | Exprimés                                         | 67 770       | 97,68        | 71 577      | 98,51       |        |

### Cartes

Parti en tête par canton (1er tour).
Député élu par circonscription (2e tour).

### Résultats par circonscription

#### Première circonscription (Foix)
| Candidat       | Candidat         | Parti          | Premier tour | Premier tour | Second tour | Second tour |  |
| Candidat       | Candidat         | Parti          | Voix         | %            | Voix        | %           |  |
| -------------- | ---------------- | -------------- | ------------ | ------------ | ----------- | ----------- |  |
|                | Jean Durroux élu | SFIO           | 9 644        | 30,41        | 13 216      | 39,26       |  |
|                | Pierre Poumadère | PCF            | 7 028        | 22,16        | 7 680       | 22,81       |  |
|                | Maurice Byé      | CRR            | 6 037        | 19,04        | 12 695      | 37,71       |  |
|                | Fernand Delmas   | Radsoc         | 4 319        | 13,62        | Retrait     | Retrait     |  |
|                | Jean Ponsolle    | UNR            | 2 420        | 7,63         | 76          | 0,23        |  |
|                | Constant Joule   | diss. RRRS     | 1 528        | 4,82         |             |             |  |
|                | Robert Cheri     | UFF            | 735          | 2,32         |             |             |  |
|                |                  |                |              |              |             |             |  |
| Inscrits       | Inscrits         | Inscrits       | 44 885       | 100,00       | 45 231      | 100,00      |  |
| Abstentions    | Abstentions      | Abstentions    | 12 470       | 27,78        | 11 031      | 24,39       |  |
| Votants        | Votants          | Votants        | 32 415       | 72,22        | 34 200      | 75,61       |  |
| Blancs et nuls | Blancs et nuls   | Blancs et nuls | 704          | 2,17         | 533         | 1,56        |  |
| Exprimés       | Exprimés         | Exprimés       | 31 711       | 97,83        | 33 667      | 98,44       |  |

#### Deuxième circonscription (Pamiers - Saint-Girons)
| Candidat       | Candidat               | Parti          | Premier tour | Premier tour | Second tour | Second tour |  |
| Candidat       | Candidat               | Parti          | Voix         | %            | Voix        | %           |  |
| -------------- | ---------------------- | -------------- | ------------ | ------------ | ----------- | ----------- |  |
|                | René Dejean élu        | SFIO           | 12 891       | 35,75        | 16 608      | 43,81       |  |
|                | Émile Daraud           | PCF            | 8 195        | 22,73        | 8 402       | 22,16       |  |
|                | Georges Galy-Gasparrou | Radsoc         | 6 958        | 19,3         | 5 286       | 13,94       |  |
|                | André de Verbizier     | UNR            | 6 630        | 18,39        | 7 614       | 20,08       |  |
|                | René Arasse            | UFF            | 1 385        | 3,84         |             |             |  |
|                |                        |                |              |              |             |             |  |
| Inscrits       | Inscrits               | Inscrits       | 51 047       | 100,00       | 50 803      | 100,00      |  |
| Abstentions    | Abstentions            | Abstentions    | 14 085       | 27,59        | 12 340      | 24,29       |  |
| Votants        | Votants                | Votants        | 36 962       | 72,41        | 38 463      | 75,71       |  |
| Blancs et nuls | Blancs et nuls         | Blancs et nuls | 903          | 2,44         | 553         | 1,44        |  |
| Exprimés       | Exprimés               | Exprimés       | 36 059       | 97,56        | 37 910      | 98,56       |  |

## Analyse
La gauche, dans son acceptation la plus large, confirme au premier tour son hégémonie dans l'Ariège en rassemblant près de 75 % des suffrages exprimés. Cette proportion est néanmoins en forte baisse par rapport à 1956, où 90 % des électeurs s'étaient portés sur les listes de gauche. Les radicaux sont particulièrement touchés par cette diminution, Georges Galy-Gasparrou accusant la perte de 5 000 voix dans la deuxième circonscription au premier tour, avant d'être sévèrement battu au second.
L'Union pour la nouvelle République, malgré sa faible implantation dans le département, se distingue particulièrement dans la deuxième circonscription, parvenant à attirer  des électeurs de droite et nombre de sympathisants radicaux.
Dans la première circonscription le MRP Maurice Byé – après un score honorable de 19,04 % au premier tour – parvient au second tour à rassembler l'essentiel des voix du centre et de la droite, et manque de justesse de ravir le siège de Jean Durroux, ce dernier n'étant réélu qu'avec 521 voix d'avance.
Le Parti socialiste SFIO, favori du scrutin dans le département, renforce ses positions électorales au premier tour mais, comme partout ailleurs, est handicapé au second tour par un mauvais report des voix de gauche du fait du maintien des candidats communistes. Ainsi, même dans un territoire aussi favorable aux socialistes que l'Ariège, la SFIO n'obtient les deux sièges à pourvoir que d'extrême justesse.

### Sitographie
- Archives électorales du CEVIPOF Sciences Po.